# Rosenticka
Rosenticka (Fomitopsis rosea) är en svampart som först beskrevs av Alb. & Schwein., och fick sitt nu gällande namn av Petter Adolf Karsten 1881. Rosenticka ingår i släktet Fomitopsis och familjen Fomitopsidaceae.  Arten är reproducerande i Sverige. Inga underarter finns listade i Catalogue of Life.

## Bildgalleri

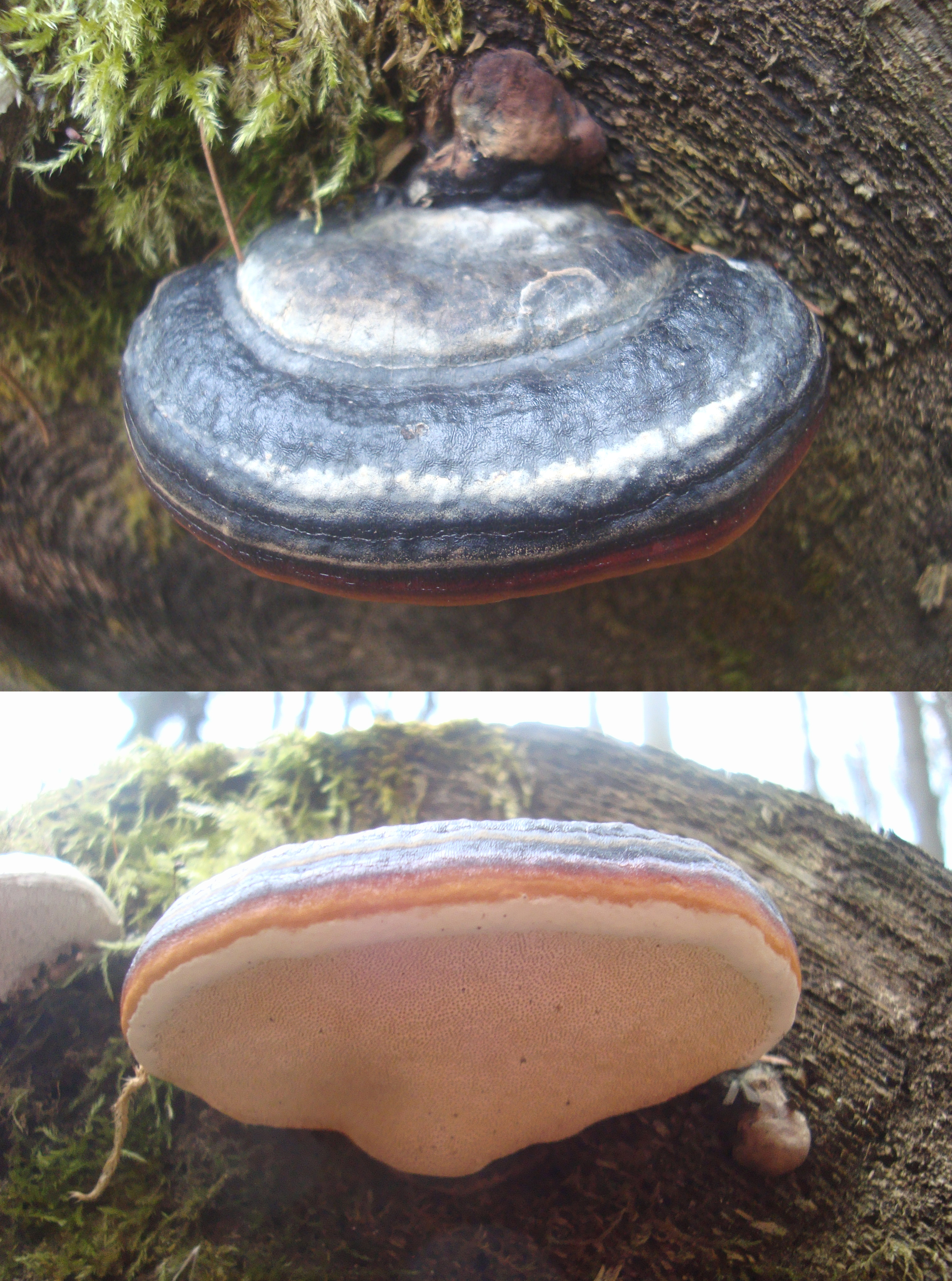
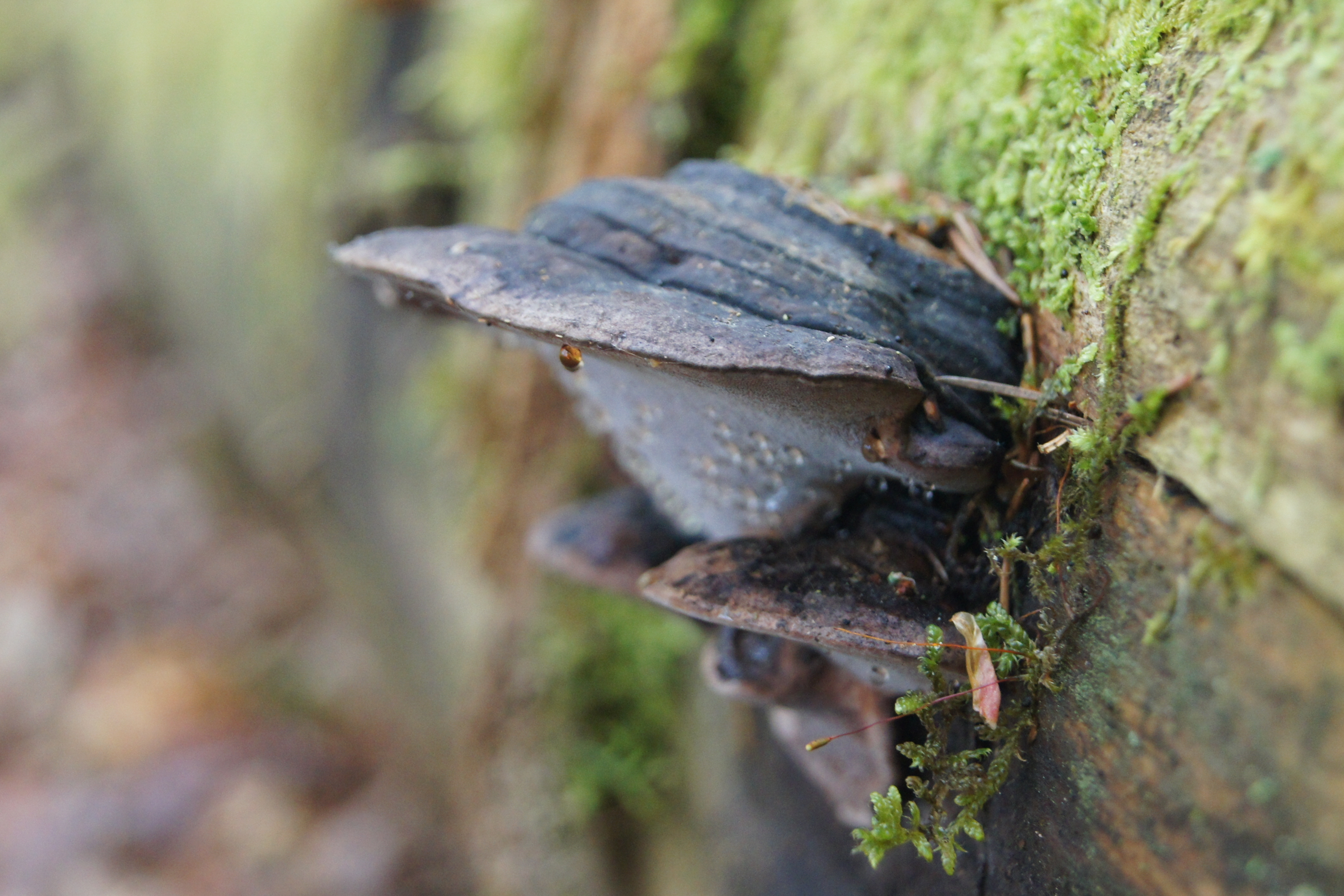